# Jaltomata procumbens
Jaltomata procumbens ist eine Pflanzenart aus der Gattung Jaltomata in der Familie der Nachtschattengewächse (Solanaceae). Die Früchte der Jaltomata procumbens werden gelegentlich als Obst genutzt.

## Beschreibung
Jaltomata procumbens sind bis zu 2 m hohe, krautige Pflanzen, deren Sprossachse hohl, grün und unbehaart bis filzig behaart ist. Beim Eintrocknen der Trichome werden diese weiß. Die Laubblätter sind eiförmig, ganzrandig oder leicht gewellt-gezahnt. An der Spitze sind sie spitz zulaufend, die Basis ist abgestumpft oder eingeengt. Die Oberseite der Blätter ist unbehaart, nur an den Blattadern stehen vereinzelt Trichome. Die Blattstiele sind bis zu 5 cm lang, oftmals durch die eng herablaufende Blattbasis geflügelt. Kleinere Blätter sind oftmals zu finden, jedoch auch fast so groß wie der große Typ. 
Die doldigen Blütenstände stehen an einem schwach behaarten, unverzweigten Blütenstandsstiel mit bis zu 4 cm Länge, die Blütenstiele sind fadenförmig, 1 cm lang und an der Frucht auf bis zu 3 cm verlängert. Die Blüten sind meist nach hinten gebogen, der Kelch ist etwa 2 bis 3 mm lang, die Kelchzipfel stehen bis etwa zur Hälfte der Länge des Kelches frei. Die gelbe bis grünlich-weiße Krone zeigt oftmals grünliche Punkte und misst 10 bis 15 mm im Durchmesser. Die Kronblätter sind etwa bis zur Hälfte der Länge verwachsen, die so entstehenden Kronzipfel sind dreieckig oder abgestumpft. Die Staubbeutel sind ellipsoid und etwa 2 mm lang. Im Gegensatz zur sehr ähnlichen Art Jaltomata repandidentata sind alle Staubbeutel einer Blüte gleich groß.  Am ersten Tag der Blütezeit sind die Staubbeutel geschlossen, sie öffnen sich erst am zweiten Tag, gleichzeitig verlängern sich auch die Staubfäden. Der Griffel ist vergrößert-köpfchenförmig und im Gegensatz zu Jaltomata repandidentata immer gerade.
Die essbare Frucht ist eine innen schleimige, bei Reife schwarze Beere, der Durchmesser beträgt 8 bis 10 mm. Während der Fruchtreife vergrößert sich der Kelch und wird bis zu 1 cm lang, besitzt eine auffällige Mittelader und hüllt sich nicht um die Frucht. Die Früchte enthalten viele eingedrückt linsenförmige, etwa 1 mm große Samen.
Die Basischromosomenzahl ist {\displaystyle x=12}.

## Vorkommen
Die Art ist in Mexiko und Mittelamerika bis zu den Anden verbreitet. Die Standorte liegen in Höhenlagen zwischen 1000 und 2900 Meter. 

## Nachweise

### Hauptquelle
- W. G. D'Arcy: Family 170: Solanaceae. In: Robert E. Woodson, Jr., Robert W. Schery (Hrsg.): Flora of Panama, Teil IX, Annals of the Missouri Botanical Garden, Volume 60, Nummer 3, 1973. Seiten 573–780